# Fobosz-program

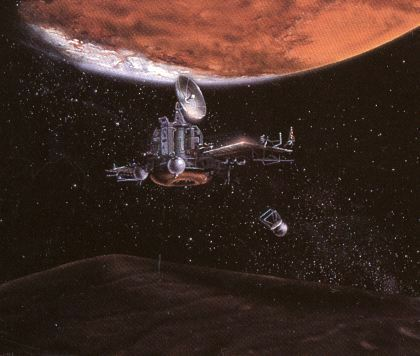
A Fobosz-ról készült illusztráció

A Fobosz-program keretében két szovjet űrszonda indult a Mars felé, hogy tanulmányozza a bolygót és legnagyobb holdját, a Phobost. A szondák 1988 júliusában indultak Bajkonurból, a Mars közelében megszakadt velük a kapcsolat. Leszállóegységeket juttattak volna a Phobosz felszínére.

## Fobosz szondák
| Űrszonda | Indítás          | Kapcsolat megszakadása |
| Fobosz–1 | 1988. július 7.  | 1988. szeptember 3.    |
| Fobosz–2 | 1988. július 12. | 1989. március 27.      |

## Lásd még
- Mars-kutatás

## Külső hivatkozások

### Külföldi oldalak
- Phobos (NSSDC)